# Geri Çipi
Geri Çipi (Vlorë, 28 februari 1976) is een voormalig Albanees voetballer. Çipi was een verdediger.

## Clubcarrière
Çipi begon zijn carrière in eigen land bij KS Flamurtari Vlorë. In december 1998 trok hij voor het eerst naar het buitenland, naar het Sloveense NK Maribor. In het seizoen 1999/00 haalde hij met Maribor de Champions League-groepsfase na in de kwalificatierondes KRC Genk en Olympique Lyon te hebben uitgeschakeld. Cipi kwam op de radar van Genk te staan, maar de verdediger paste niet in de plannen van toenmalig trainer Johan Boskamp en tekende in 2000 uiteindelijk bij AA Gent.
Na zijn eerste seizoen bij AA Gent kon Cipi al rekenen op interesse van de Engelse eersteklasser Charlton Athletic en tweedeklasser Crystal Palace, alsook de Duitse eersteklasser 1. FC Köln en de Franse eersteklasser CS Sedan. Na twee sterke interlands met Albanië tegen Duitsland toonde ook VfL Wolfsburg interesse. Ondanks het feit dat hij in zijn debuutseizoen drie own-goals maakte (tegen Antwerp FC, Standard Luik en Excelsior Moeskroen) kreeg hij op het einde van het seizoen de Jean-Claude Bouvy-trofee, de prijs voor de meest verdienstelijke speler van het seizoen, uitgereikt van de Gent-supporters.
In het seizoen 2001/02 kwam Cipi vanwege aanhoudend blessureleed minder aan spelen toe bij AA Gent. Na drie seizoenen bij AA Gent stapte Cipi over naar de Duitse neo-eersteklasser Eintracht Frankfurt, dat 125.000 euro betaalde voor de verdediger. De transfer van Cipi naar Frankfurt werd allesbehalve een voltreffer: na een half seizoen stapte hij al over naar Rot-Weiß Oberhausen, waar hij ook maar zes maanden bleef. In de zomer van 2004 leek Çipi op weg naar FC Brussels, maar de deal sprong uiteindelijk af. Hij trok uiteindelijk naar SK Tirana, waar hij in 2007 zijn spelerscarrière afsloot.

## Interlandcarrière
Çipi speelde tussen 1995 en 2005 34 interlands voor Albanië.